# Goshen (Bibelen)
Goshen eller Gosen var et område lige inden for Egyptens østgrænse mellem det østlige Nildelta og den nuværende Suez-kanal. Det blev overdraget til patriarken Jakobs efterkommere som græsningsområde, og blev kun delvist inddraget i de plager der ellers overgik Egypten.
I Første Mosebog 45:9-10 hvor Josef forsones med sine brødre, siger han til dem:

Skynd jer nu hjem til min far, og sig til ham: Dette siger din søn Josef: Gud har gjort mig til herre i hele Egypten. Kom uden tøven ned til mig, og bosæt dig i landet Goshen, så du kan være nær ved mig, du, dine sønner og sønnesønner, dine får og dine køer og alt, hvad du ejer.

Noter
1. ↑  Første Mosebog (Genesis) 45:10; 46:28.34; 47:1.27; 50:8) – referencer overtaget fra den tyske Wiki-artikel
2. ↑  Anden Mosebog (Exodus) 8:18; 9:4,26; 10:23; 12:23) – referencer overtaget fra den tyske Wiki-artikel

## Ekstern henvisning
- Goschen: Das Land des Aufenthalts, Goshen, landet hvor Jakobs efterkommere opholdt sig i Egypten (tysk Wiki)

30°52′20″N 31°28′39″Ø / 30.8722°N 31.4775°Ø